# Пожар в театре «Ирокез»

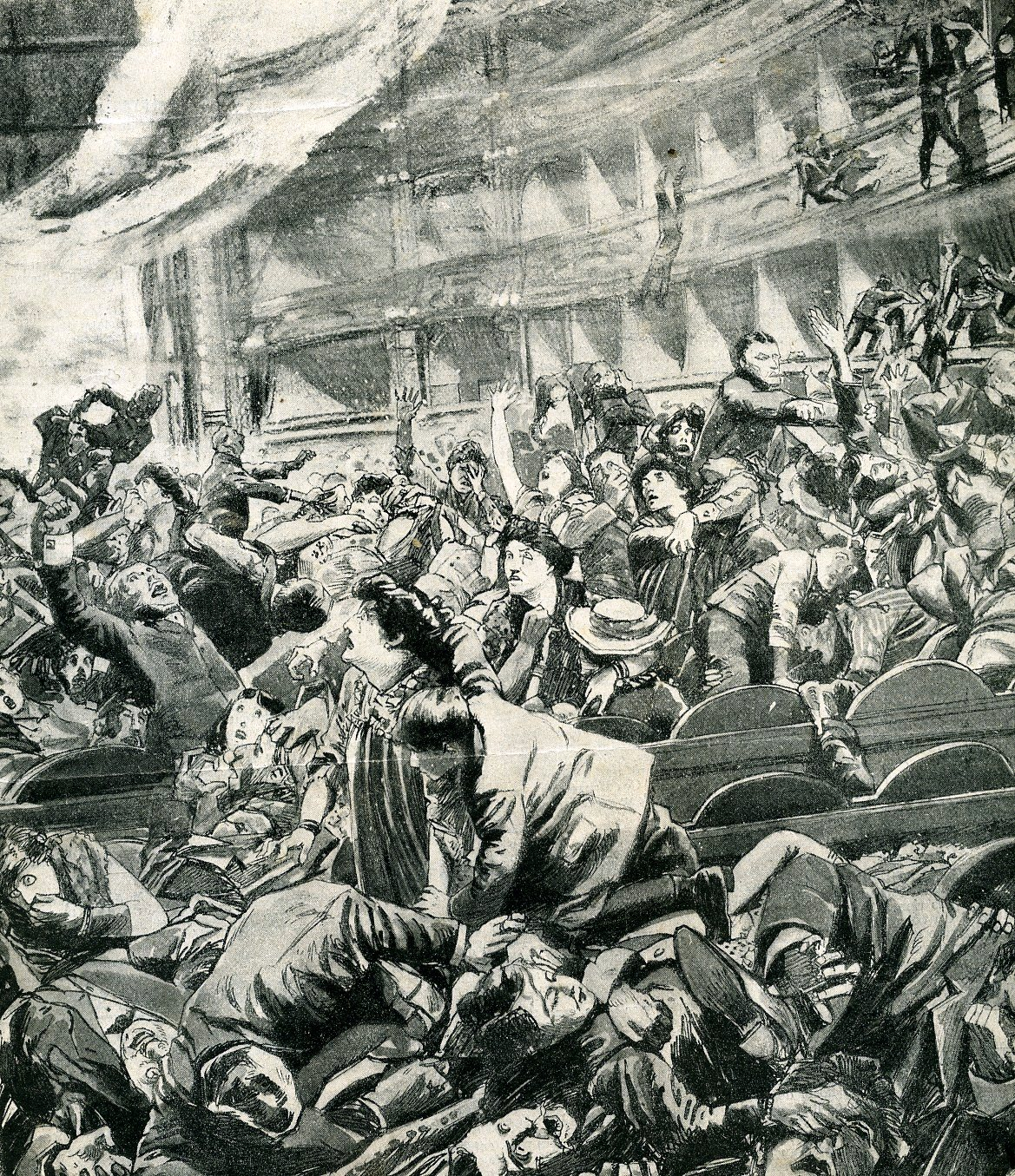
Паника в зале. Реконструкция по словам очевидцев.

Пожар в театре «Ирокез» — катастрофа, произошедшая 30 декабря 1903 года в Чикаго, штат Иллинойс. В результате пожара погибло 605 человек, этот театральный пожар стал самым смертоносным за всю историю США.

## Театр

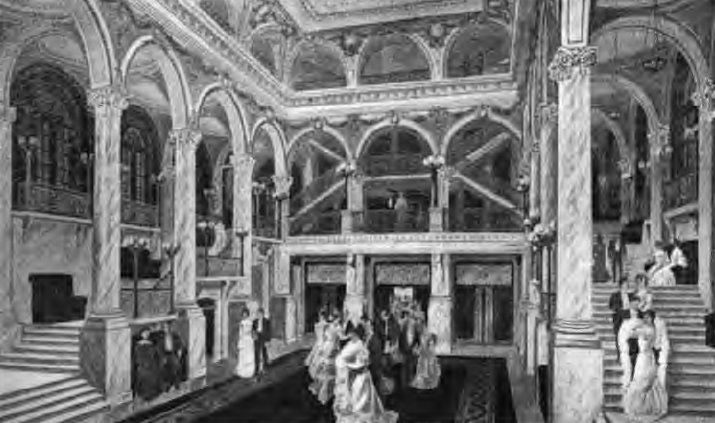
Фойе театра (рисунок)

Театр «Ирокез» в Чикаго был построен компанией «Fuller Construction» и после многочисленных проблем и задержек в строительстве открыт 23 ноября 1903 года. Многие американские критики назвали этот театр самым изящным и архитектурно совершенным в Чикаго. Общая вместимость театра составляла 1602 места на трёх уровнях: на первом этаже, на уровне фойе и зала главной лестницы, в партере было около 700 мест; на втором уровне — балконе — было более 400 мест, и на галерее было около 500 мест. Вход в театр был только один. Широкая лестница, ведущая от фойе до уровня балкона, также вела и к лестнице на галерею. Общая лестница нарушала чикагские правила пожарной безопасности, которые требовали отдельных лестниц и выходов для каждого яруса. Такой дизайн стал одной из причин катастрофы: при пожаре люди, выходящие с галереи, столкнулись с толпой, покидающей балкон, и зрители, спускавшиеся с верхних уровней, встретили зрителей из партера в фойе. Закулисья театра были необычайно большие: пять ярусов гримёрных (для доставки актёров из гримёрных на сцену даже потребовался лифт). Колосники, где висели декорации, также были очень велики. На лестничных пролётах были установлены специальные решётчатые ворота, отделявшие места различного класса друг от друга, чтобы посетители галерей не могли перебраться на более дорогие пустующие места в партере.

### Методы защиты театров от пожаров
В театрах на тот момент проектировалось два основных инструмента огнезащиты: противопожарный занавес и дымовые люки в потолке за сценой. При правильной работе в случае пожара коробка сцены становится своеобразным «камином» — свежий воздух затекает через аварийные выходы в зал, а дым и раскалённые газы безопасно уходят через крышу. Штора, изготовленная из асбеста, переплетенного проволокой, создаёт сильный и эффективный барьер против огня.
Строителями театра «Ирокез» было заявлено, что 30 пожарных выходов могут обеспечить полную эвакуацию в течение 5 минут.

### Недостатки противопожарной безопасности
Несмотря на то, что в афишах и рекламных объявлениях театр был представлен как «абсолютно огнестойкий», в нём были допущены значительные недоработки в отношении пожарной безопасности:
- Редактор журнала Fireproof посетил здание во время строительства и отметил отсутствие вытяжной трубы над сценой, обнажение арматуры портала сцены, избыточную деревянную отделку и недостаток пожарных выходов[3].
- Капитан Чикагского пожарного департамента, совершивший неофициальный тур перед открытием, отметил отсутствие спринклеров, пожарной сигнализации, телефонов и пожарных гидрантов. Он указал на эти недостатки пожарному инспектору театра, который, однако, отвечал, что ничего не может поделать, и владельцы театра уволят его, если он будет препятствовать открытию. Капитан тогда довёл эти сведения до своего старшего офицера, который переложил ответственность на инспектора в театре[3].
- Оборудование для пожаротушения на месте состояло лишь из шести огнетушителей «Килфайр» (англ. Kilfyre) — разновидность порошкового огнетушителя, продаваемого для тушения пожаров в печных трубах жилых домов. В жестяной трубке размером 2 × 24 дюйма помещается приблизительно 3 фунта (1,4 кг) порошка, в основном бикарбоната натрия. Пользователю нужно было «с силой швырнуть» содержимое трубки в основание пламени. Когда пожар начался высоко над сценой, «Килфайр» бесполезно упал на пол[3][4].

## Пожар

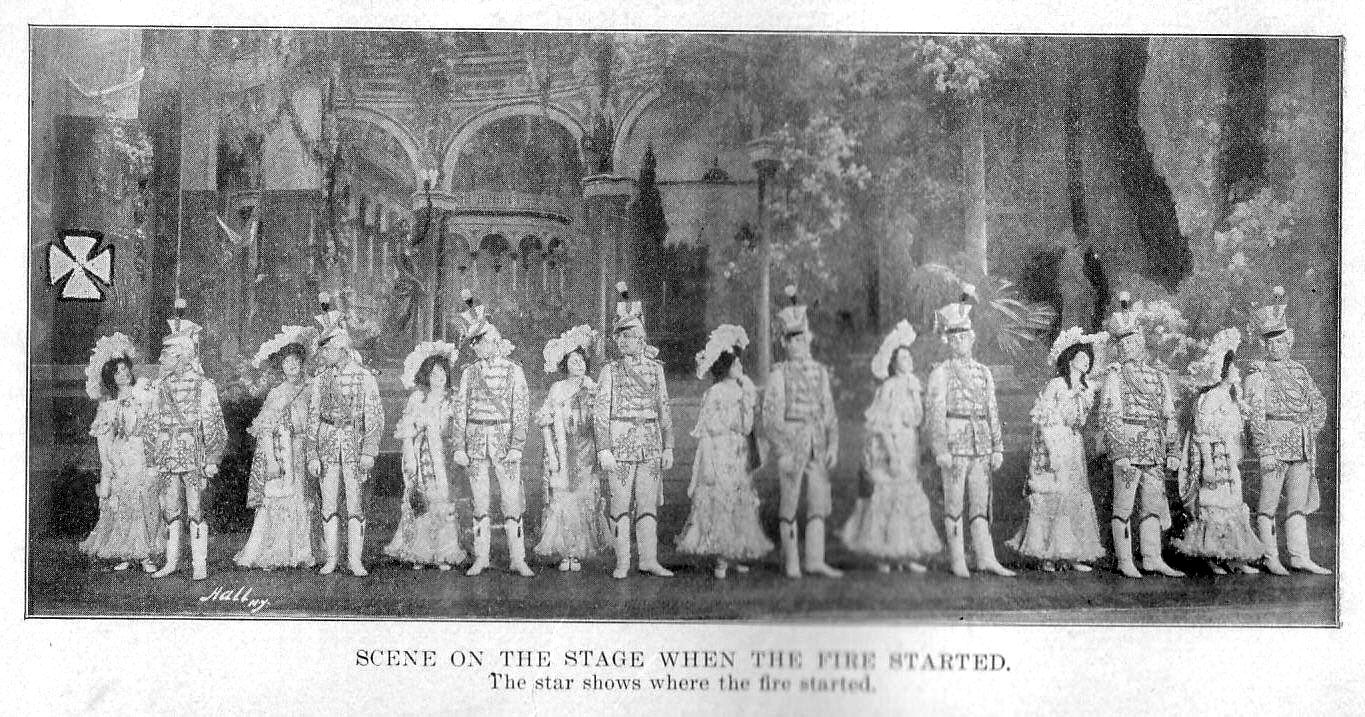
Артисты на сцене за несколько минут до пожара. Крестом слева обозначено место возгорания

30 декабря 1903 года, в среду, «Ирокез» представлял популярный мюзикл-бурлеск на сюжет «Синей бороды» от чикагской театральной группы «Друри-лейн». Это выступление, в отличие от предыдущих, привлекло необычайно большое количество зрителей — билеты были проданы на все 1602 сидячих места, но количество зрителей в тот день доходило до 2100—2200 человек, которым не хватало даже стоячих мест позади, отчего они сидели прямо в проходах, блокируя выходы.
Примерно в 15:15, вскоре после начала второго акта, восемь мужчин и восемь женщин выступали с номером «в бледном лунном свете» от завешенных голубыми фильтрами прожекторов. В это время от искры дуговой лампы (вероятно, произошло короткое замыкание), загорелась муслиновая занавеска. Работник сцены попытался затушить пламя содержимым огнетушителей «Килфайр», но они оказались бесполезны. Огонь быстро поднялся на колосники, где висели сотни квадратных метров задников, написанных маслом по холсту, чрезвычайно легко воспламеняющихся. Сценический менеджер тут же попытался опустить специальный противопожарный занавес из асбеста, отсекающий сцену от зрительного зала, однако его заклинило, как первоначально считалось, из-за троса для акробатов. Позже было выяснено, что занавес заблокировал светоотражатель, расположенный под аркой сцены, а химическая экспертиза показала, что он всё равно состоял, по большей части, из папье-маше с незначительным содержанием асбеста и не был годен в качестве противопожарного.
В это время исполнитель одной из главных ролей актёр-комик Эдди Фой, который готовился к выступлению, убедившись, что его маленький сын находится под опекой рабочего сцены, выбежал на сцену и призывал зрителей не поддаваться панике, несмотря на то, что с потолка на сцену уже валились огромные горящие куски декораций. При этом оркестру он приказал играть весёлую музыку. Сперва зрители даже не подозревали об опасности и даже аплодировали, смотря на горящую сцену. Но затем над сценой от жара взорвались 2 баллона с ацетиленом. Взрывы и падающие куски декораций разрушили систему электроснабжения здания, и во всём театре разом погас свет. Из-за этого внезапно началась сильная паника, и все зрители разом стали пытаться выбраться из горящего здания.
В это время выяснилось, что все 30 пожарных выходов скрыты за драпировками, а также закрыты на замысловатые шпингалеты типа «эспаньолет». Владелец бара Фрэнк Хаусман, бывший игрок в бейсбол, смог открыть дверь только потому, что у его домашнего холодильника (ящика со льдом) был подобный замок. Также зрителям удалось открыть или выломать силой ещё 2 двери, но остальные 27 аварийных дверей открыть было невозможно. По этой причине огромное количество людей погибало, оказавшись в тупике.

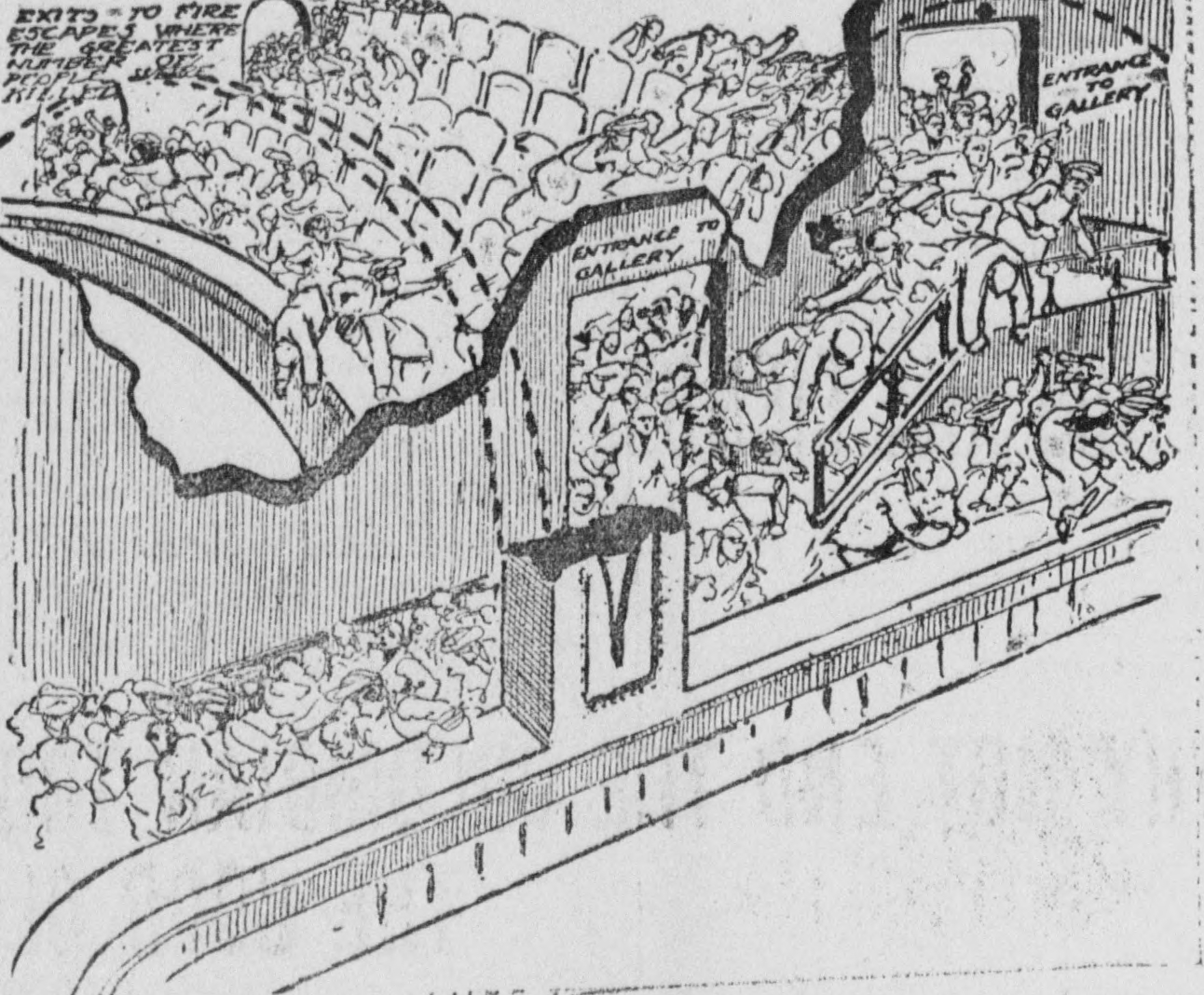
Давка в театре. Реконструкция

Тем временем танцоры на сцене также были вынуждены бежать вместе с артистами за кулисами и в многочисленных гримёрках. Многие покинули театр через окна в раздевалках, а другие попытались сбежать через западную дверь на сцену. Она открывалась вовнутрь и, когда актеры прижались к двери, отчаянно пытаясь выбраться, оказалась заблокирована, но случайный прохожий — железнодорожный агент увидел толпу, прижавшуюся к двери, и выломал петли снаружи с помощью инструментов, которые он обычно носил с собой.
Задние двери сцены, через которые также эвакуировались актёры, были огромными, чтобы пропускать крупные части декораций, и через них в здание ворвался свежий воздух, создав тягу из сцены в зал и значительно увеличив силу огня. Поскольку главные вентиляционные отверстия (дымовые люки) в потолке за сценой были заколочены или затянуты, огонь и раскалённые газы не смогли безвредно выйти на крышу. Пламя поднырнуло под застрявший противопожарный занавес и, стремясь к вытяжным каналам позади зрительских мест, всей своей мощью ворвалось в зрительный зал и на галерею, где в это время сидело примерно 900 человек. Огонь мгновенно сжигал заживо оставшихся там людей и воспламенял всё на своём пути. Пытаясь спастись от стены огня, многие люди в панике бросались с высоты в партер, убивая и калеча себя и оставшихся внизу людей.
Люди, которые находились в партере, смогли выбраться в фойе и выйти из здания, но те, кто выжил после стены огня на галереях, оказались в западне на лестнице: решётчатые ворота по-прежнему были закрыты, и в давке здесь погибло наибольшее количество людей — сотни человек были раздавлены, растоптаны или задушены. Пожар продолжал набирать силу и стремительно распространялся, охватывая всё здание. Спасаясь от огня, люди выбирались через окна на карнизы и наружные балконы, отчего один из таких балконов рухнул, не выдержав перегрузки. В это время люди, которые сумели выбраться из горящего здания через аварийные выходы в северной части, оказались на пожарных лестницах. И тут выяснилось, что они были попросту не достроены и далеко не доходили до земли. В панике, пытаясь спастись от огня, люди прыгали с недостроенных пролётов лестниц и разбивались насмерть. Также деревянные лестницы были переброшены студентами от окон и карнизов театра в окна их университета, находившегося с северной стороны через узкий переулок. Таким образом они сумели спасти несколько человек.

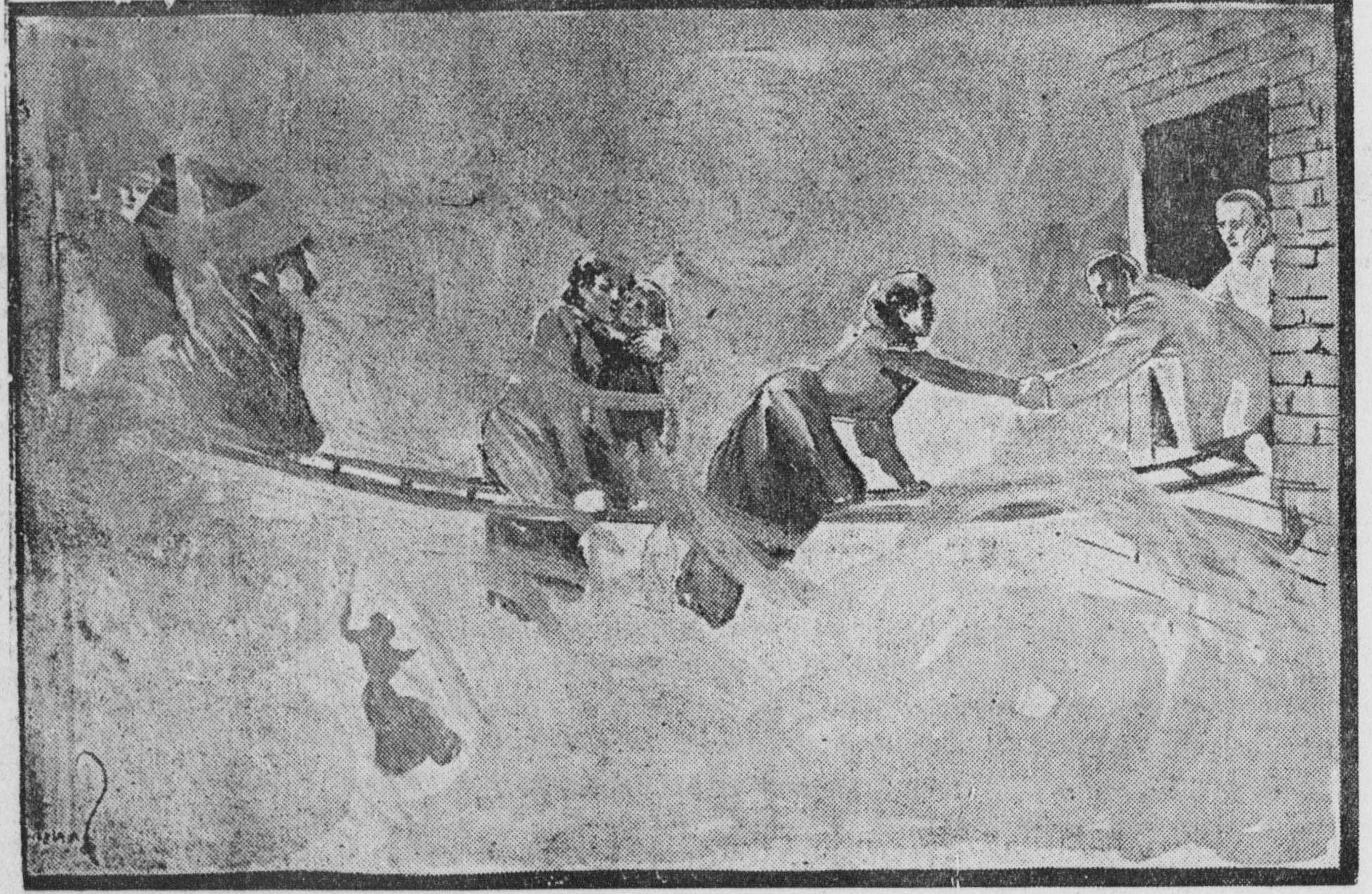
Люди перебираются по лестницам в окна Северо-Западного университета. Реконструкция по рассказам очевидцев.

Приблизительно в 15:33 Чикагский пожарный департамент № 13 начал спасательную операцию — поздно, потому что вызывать пожарных пришлось вручную, отправив посыльного в будку на соседней улице. Но эвакуация осложнялась тем, что пожарные автолестницы не могли достать до людей на недостроенных лестницах в северной части театра, так как эта часть находилась в тесном обледеневшем переулке, заполненном дымом от пожара. В то же самое время люди уже массово гибли прямо на пожарных лестницах от густого ядовитого дыма. Многие люди, выбегающие из горящего здания, были охвачены пламенем и вскоре умирали на месте от смертельных ожогов.

## Последствия пожара

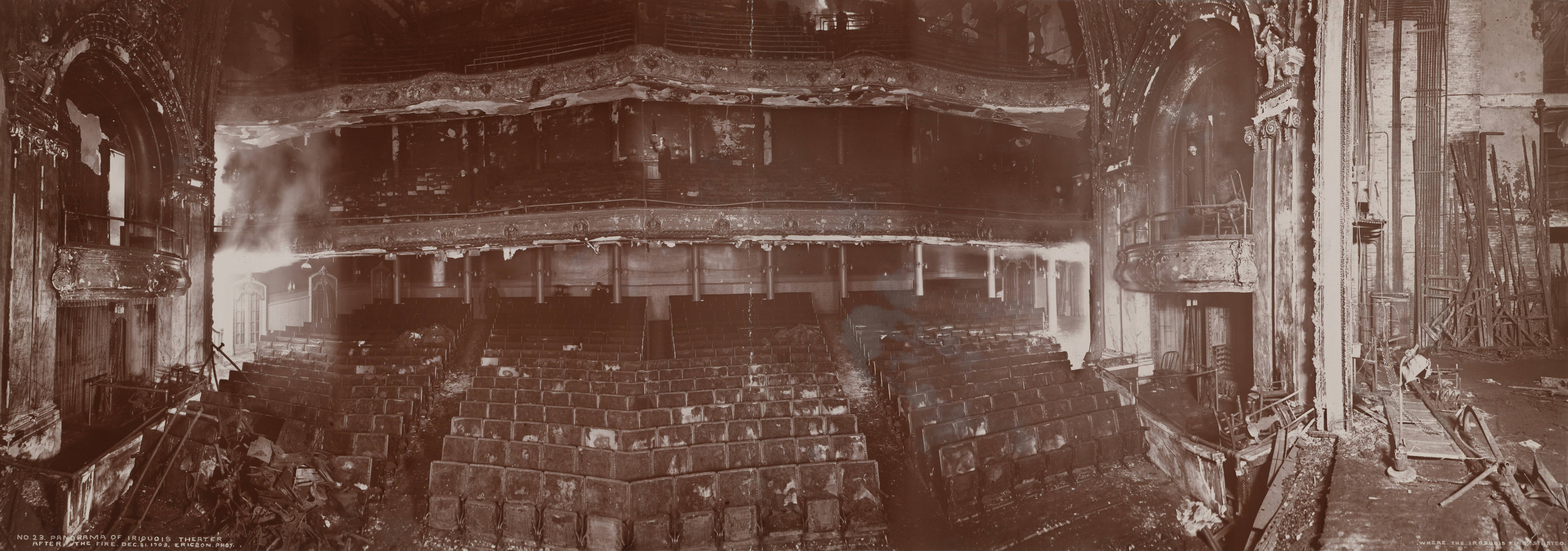
Зал после пожара

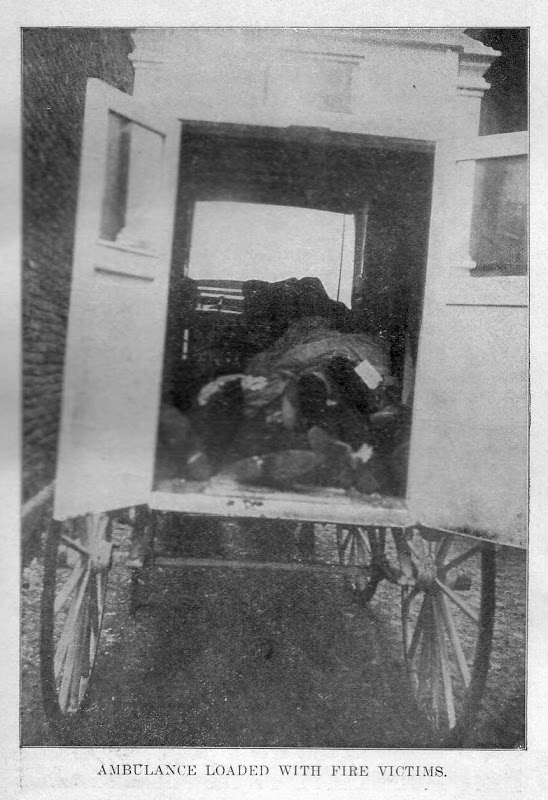
Конная карета «скорой помощи», загруженная телами погибших

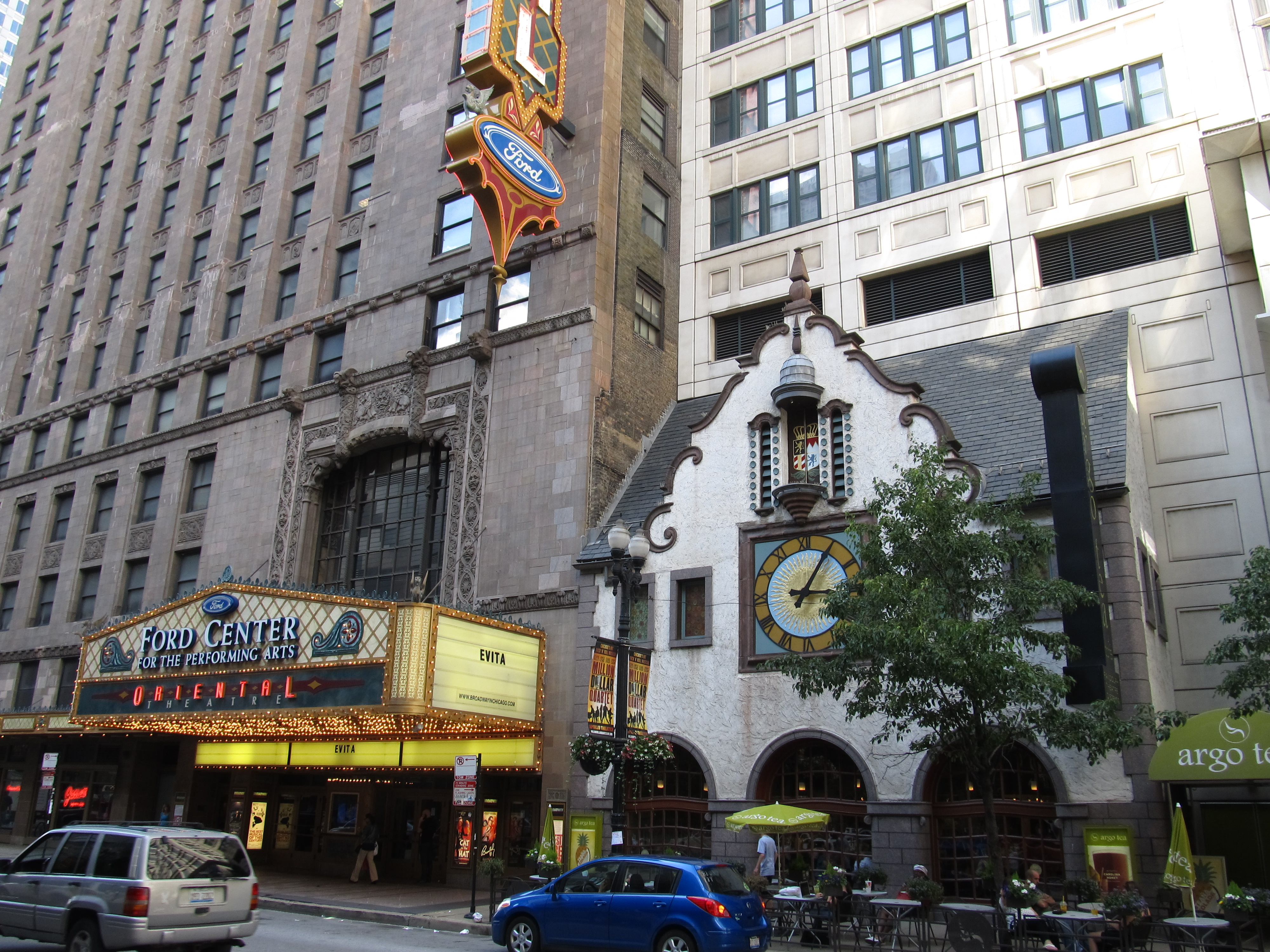
Восточный театр на месте «Ирокеза».

Когда пожар стих и был потушен, началась оценка ущерба и подсчёт погибших. Поскольку в театре полностью отсутствовало освещение, спасателям пришлось взять все переносные фонари из ближайших магазинов, чтобы работать в тёмных помещениях. Многие переходы театра были покрыты слоем раздавленных тел вдвое выше человеческого роста — жертвы ползли по телам умерших, насмерть задыхались в дыму и ложились следующим слоем. Некоторые трупы были обезображены до неузнаваемости, со многих была полностью сорвана одежда. В некоторых местах под слоем тел находили живых людей, которых слой трупов спас от дыма и огня. Пока длилась спасательная операция, в театре имело место и мародёрство — некоторые люди, притворившись пожарными или спасателями, брали с трупов украшения, деньги и драгоценности. При этом некоторые из мародёров заходили в театр прямо во время пожара, отчего сами погибли. Из-за мародёрства выносимые из здания тела складывали грудами возле дверей и окон, под охраной полицейских. При этом найденные на трупах драгоценности складывали в корзины и в итоге заполнили 10 корзин по 63 литра каждая.

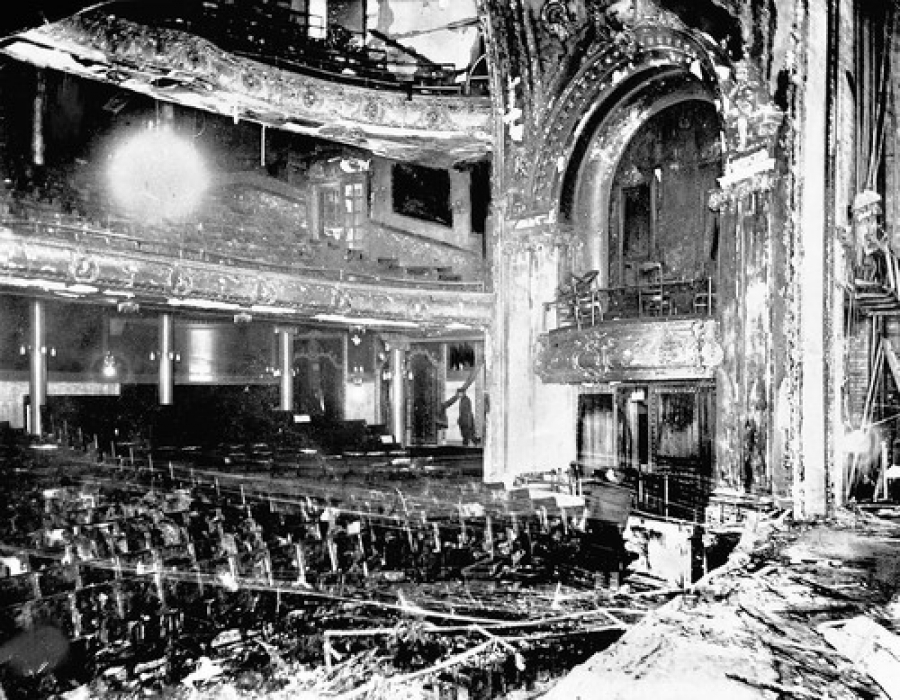
Левая часть зала после пожара.

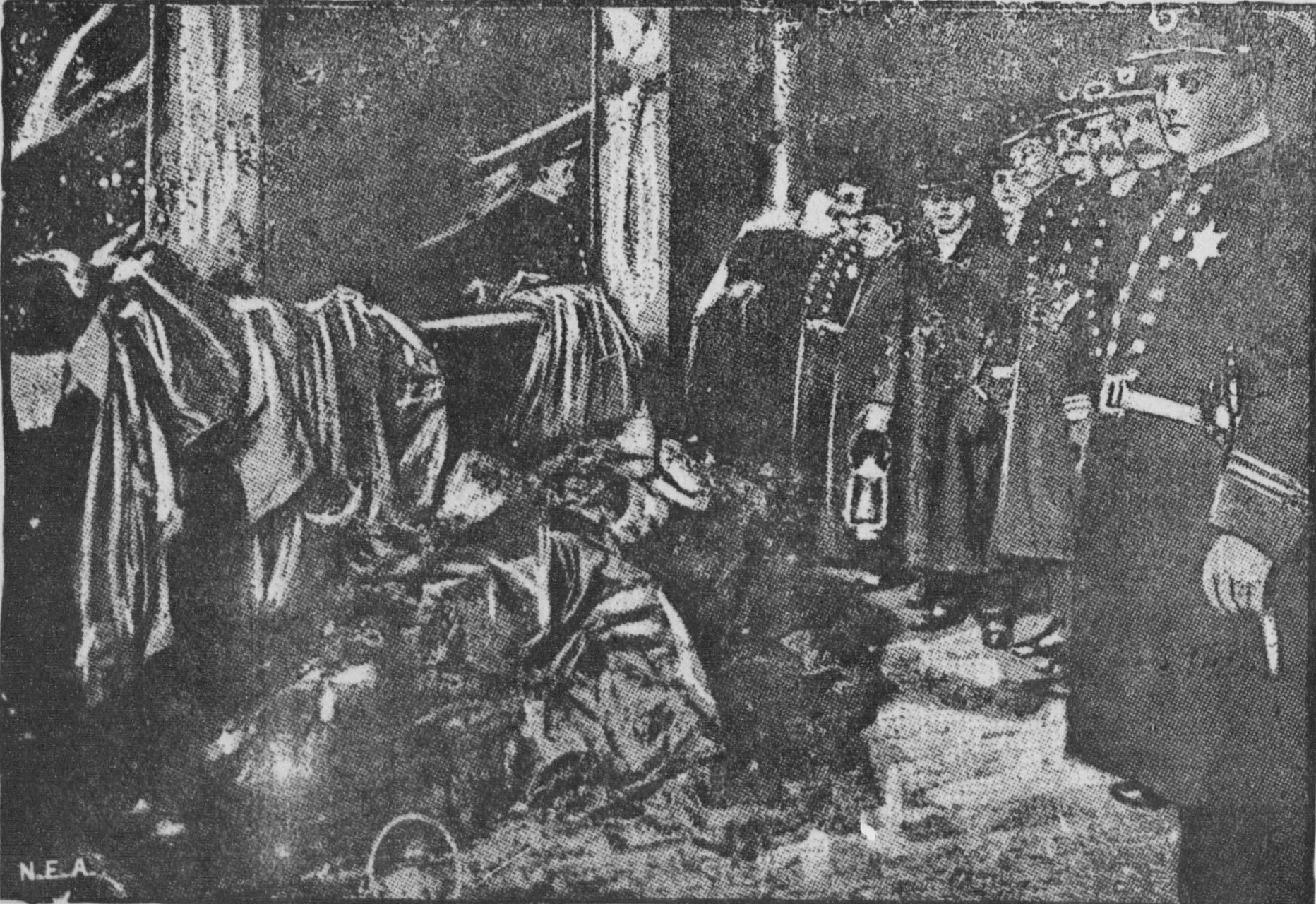
Полицейские охраняют тела погибших

Непосредственно в день пожара погибло примерно 575 человек, ещё около 30 человек позже скончались в больницах от ожогов, травм и отравления дымом. Из персонала театра погибло всего 5 человек. К примеру, солистка балета Нелли Рид оказалась в ловушке высоко над сценой в выдвижной платформе, откуда она должна была осыпать сцену лепестками роз во время представления. Во время пожара Нелли получила серьёзные ожоги и упала с платформы в партер, отчего умерла в больнице через несколько дней.
Фасад театра остался цел. После реставрации здание было вновь открыто как Колониальный театр, который был снесен в 1926 году, чтобы освободить место для Восточного театра.

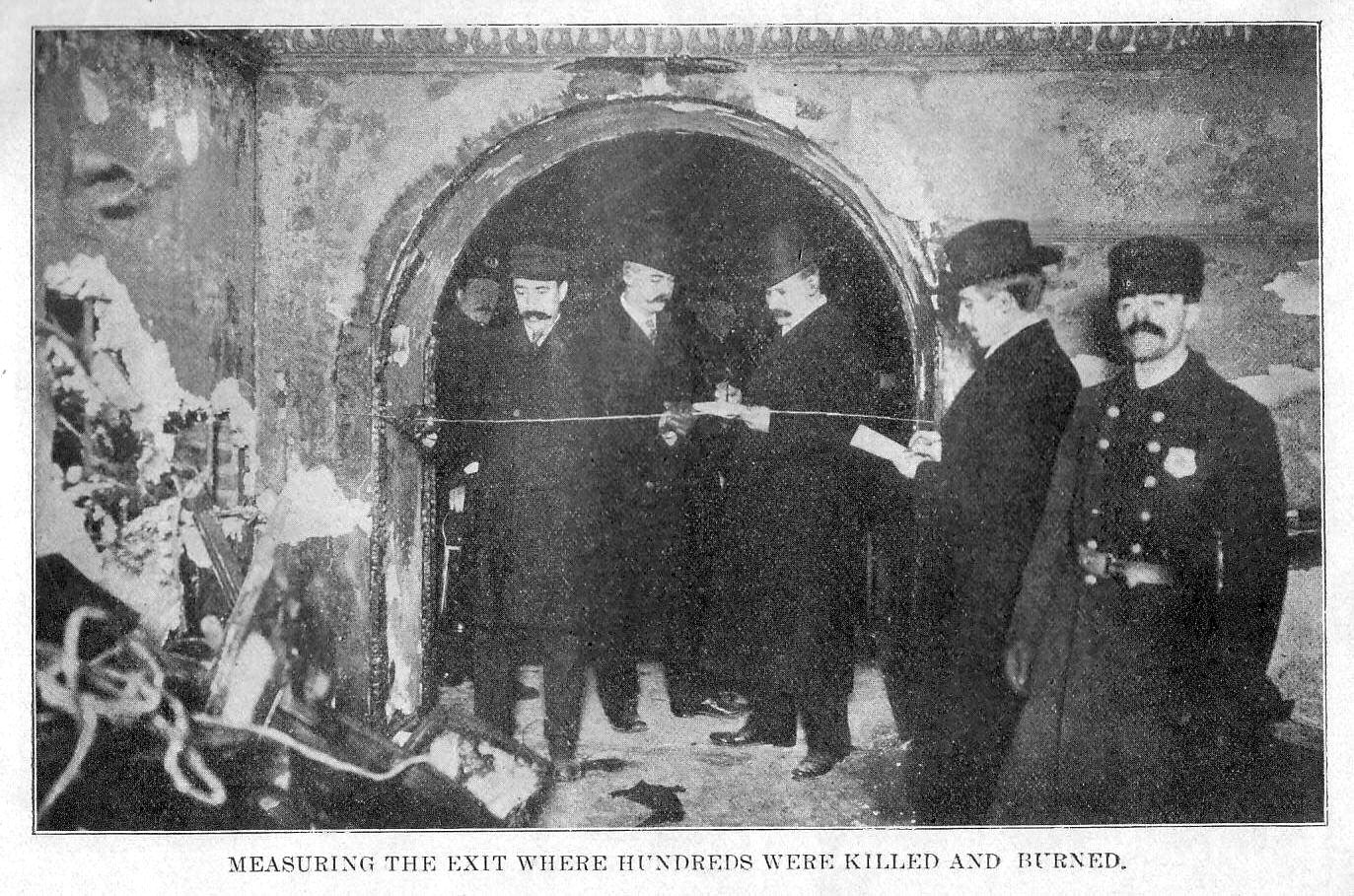
Измерение ширины аварийных выходов после пожара

## Принятые меры

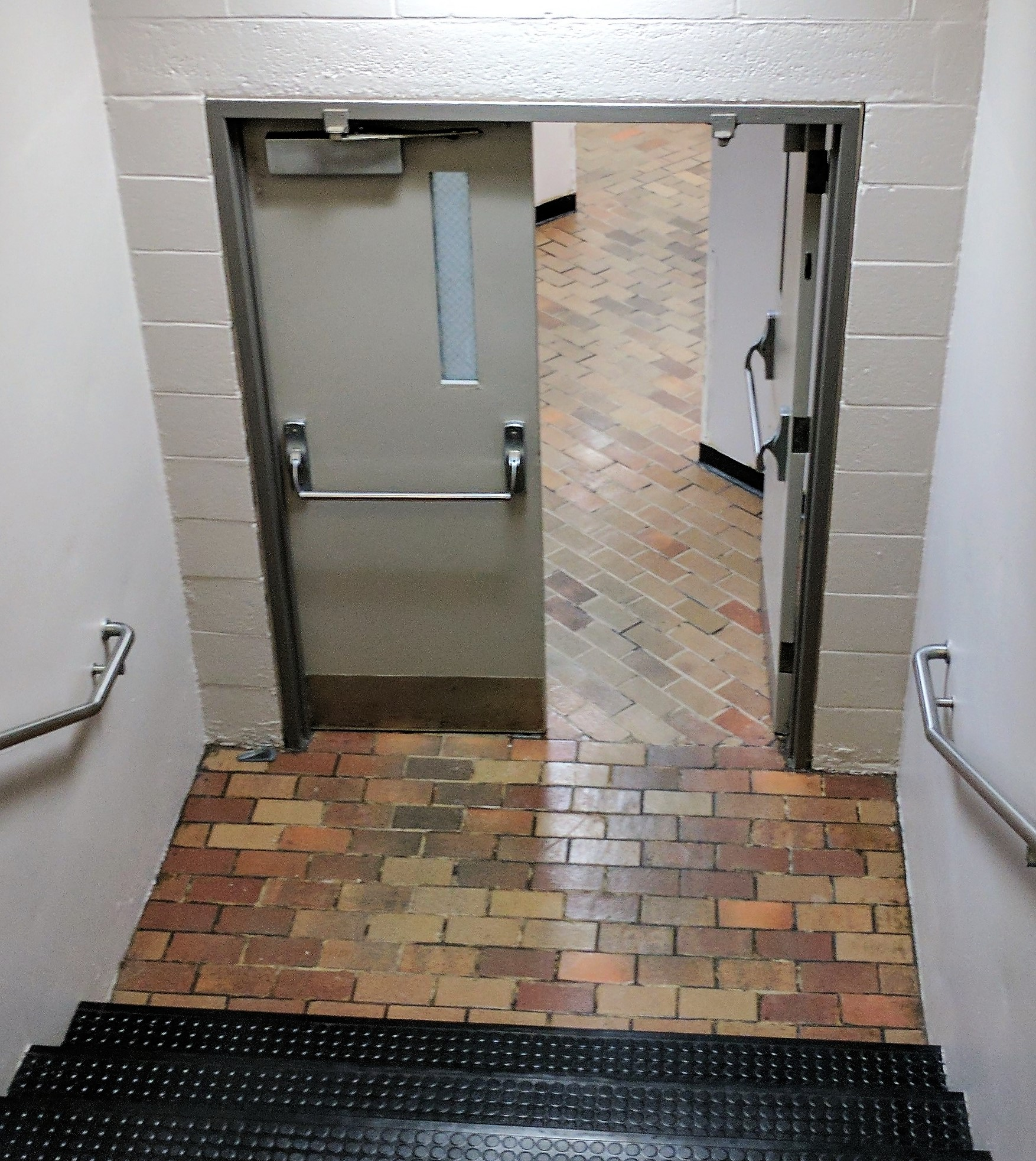
Двери аварийного выхода, оснащённые нажимными панелями

Сразу после пожара мэр Чикаго приказал закрыть все театры в городе, и это закрытие продлилось 6 недель. Некоторые театры Нью-Йорка запретили допуск стоящих зрителей, а другие и вовсе были на время закрыты. Правила строительства и пожарной безопасности были впоследствии реформированы. Театры были закрыты для переоборудования по всей стране и в некоторых городах Европы. Все выходы театра теперь должны были быть четко обозначены, а двери открываться только наружу — в случае паники и сильной давки в толпе такую дверь можно легко открыть изнутри нажатием на поперечную планку. Дымовые люки и открывающие их автоматические механизмы было поручено строго и регулярно проверять. Помимо этого, все театры теперь были обязаны держать закрытым противопожарный занавес, открывая его лишь на время представлений или репетиций, а затем вновь закрывая. Также было предписано постепенно отказаться от использования асбеста и делать противопожарный занавес из прочного металла.

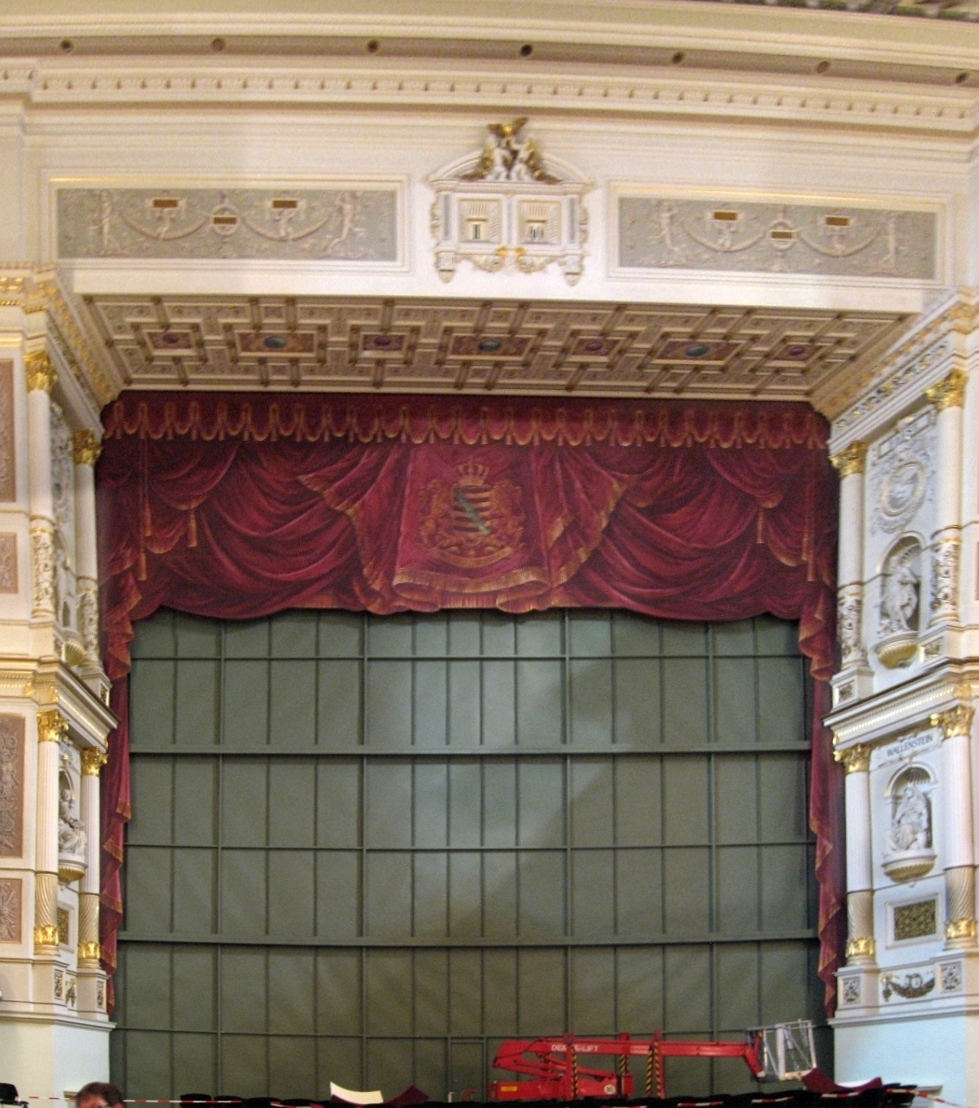
Современный противопожарный занавес из металла

## Судебные процессы

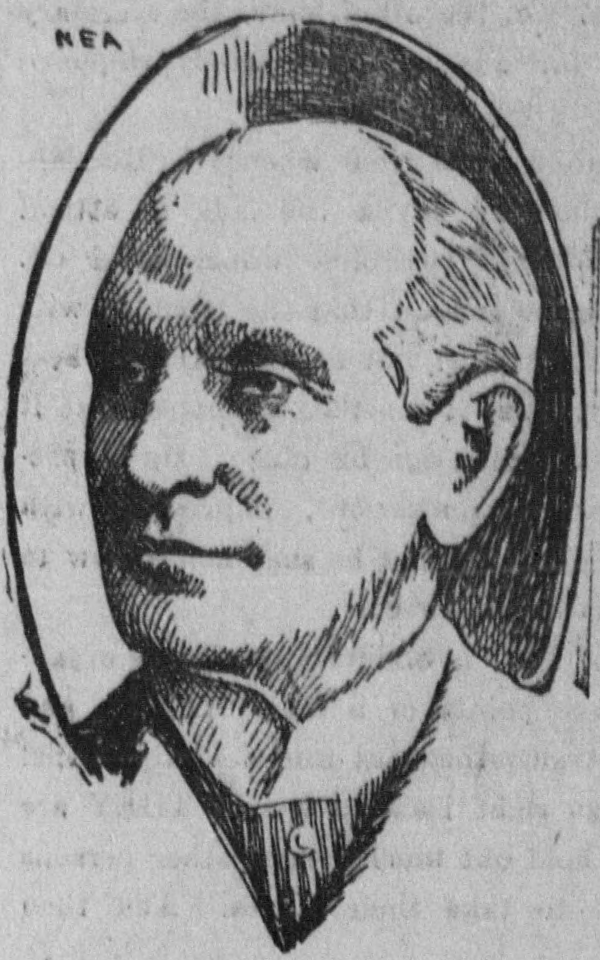
Уилл Дэвис, оправданный благодаря адвокату Майеру

В результате общественного возмущения многие были обвинены в преступлениях, в том числе мэр Картер Харрисон-младший. Бизнесмен Артур Халл, потерявший в пожаре жену и троих детей, потребовал арестовать руководство театра. После этого хозяева театра Дэвис и Пауэрс, а также несколько менеджеров были арестованы. Дэвис и Пауэрс наняли ловкого чикагского адвоката Леви Майера. Майер сразу добился освобождения обвиняемых под залог и начал затягивать ход процесса. Процесс растянулся на 3 года, Майер доказал, что между игнорированием правил пожарной безопасности и гибелью людей нет прямой связи. Он также утверждал, что никто не заставлял людей устраивать давку и бросаться с высоты. В итоге хозяева и менеджеры были оправданы, а приговор получил лишь хозяин таверны, которого поймали на мародёрстве. Большинство обвиняемых работников театра были уволены три года спустя.

## Недостатки и ошибки, выявленные пожаром
При расследовании были выявлены следующие ошибки противопожарных технических средств:
- дымовые люки на крыше сцены, которые должны были автоматически открываться во время пожара и позволяли бы дыму и жару выйти, были закрыты[14].
- противопожарный занавес не испытывался периодически, и он застревал, когда персонал театра пытался его опустить[15].
- материал занавеса не был огнестойким. Занавес из асбеста в театре не только не опустился, но и оказался легковоспламеняющимся. Химик Густав Дж. Джонсон из Западного общества инженеров исследовал фрагмент материала после пожара: «[Это] было в основном древесной целлюлозой. Если смешать целлюлозу с асбестовым волокном, жизнь занавеса будет продлена, стоимость удешевлена… Это всё не имеет никакого значения в огне»[3].
- Двери эвакуационных выходов открывались внутрь, в результате чего толпа прижималась к дверям, закрывая их.
- Многие аварийные выходы были скрыты огнеопасной драпировкой, а многие были заперты.
- У сотрудников театра никогда не было учебной эвакуации. Они не были знакомы с выходами, а некоторые отказались открывать запертые входные двери.
- Не было аварийного освещения. Главные огни зрительного зала не включились, поэтому театр оставался тускло освещённым, как во время выступления. Когда на сцену рухнули горящие декорации, электрический щит был разрушен, и здание обесточено.
- Во время выступлений лестницы были заблокированы железными воротами, чтобы люди с недорогими билетами не могли пересесть на более дорогие места, хотя театр был перегружен, и такой возможности физически не было.
- Многие из маршрутов выхода сбивали с толку[6].
- В театре было несколько фальшивых декоративных «дверей», которые выглядели как выходы. 200 человек погибли в одном проходе, который не был выходом.
- Недостроенная пожарная лестница на северной стене оказалась смертельной ловушкой. Люди не могли спуститься из-за большой высоты лестницы над землёй, а дым и огонь вскоре проникли даже на лестницу. По этим причинам в той части здания погибло как минимум 125 человек.

## Мемориал

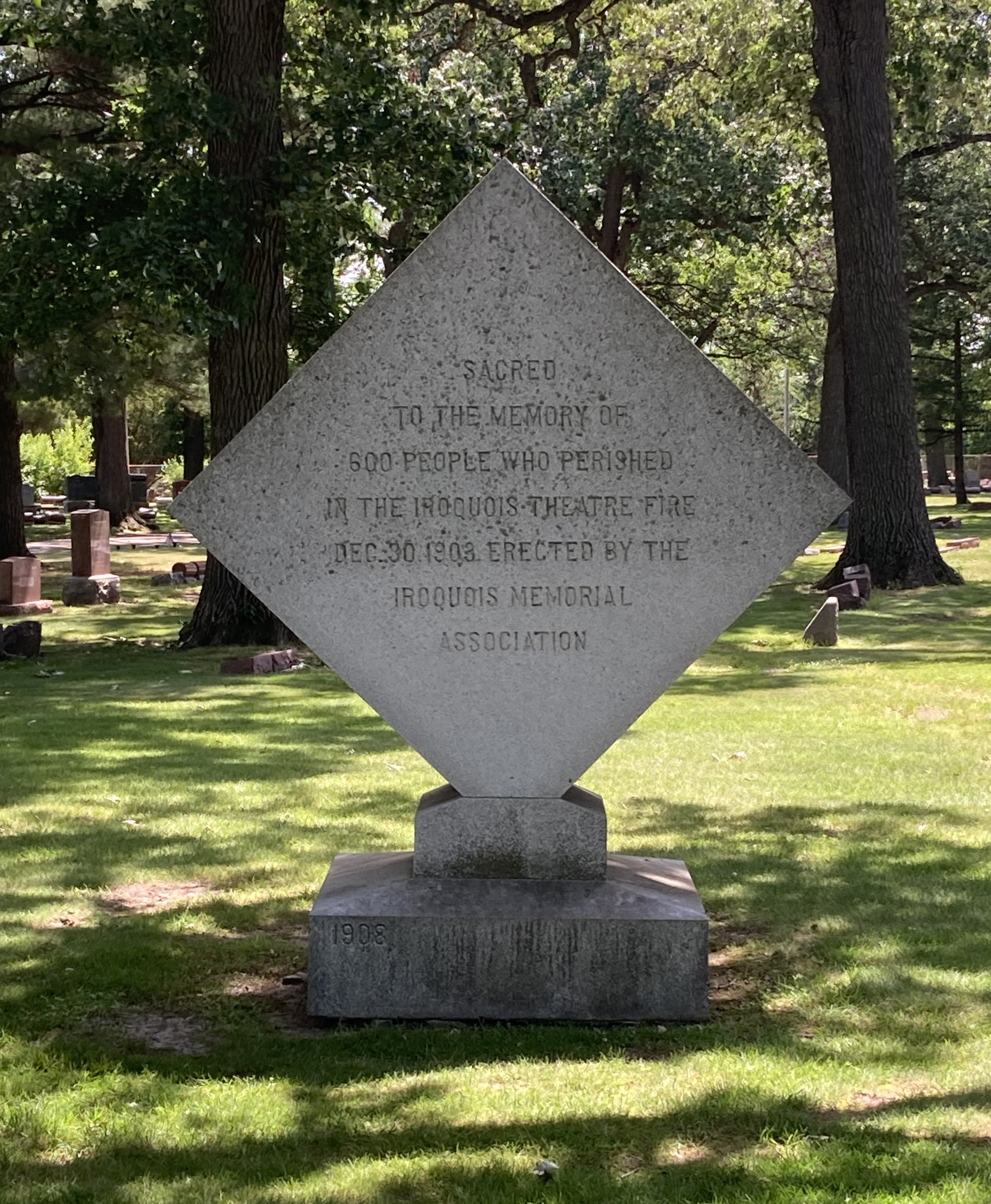
Памятник погибшим на кладбище Монтроуз

Бронзовый барельеф скульптора Лорадо Тафта без каких-либо опознавательных знаков находился в больнице на Вакере, пока здание не было снесено в 1951 году. Памятник хранили на складах в мэрии, пока не установили в 1960 году на его нынешнем месте, недалеко от входа в здание на улице Ласалле. Через пять лет после пожара Эндрю Кирхер, основатель кладбища Монтроуз, возвел мемориал на его территории, чтобы увековечить память о трагедии. В Чикагской мэрии проводили ежегодную поминальную службу до тех пор, пока не умерли последние оставшиеся в живых.